# La bambola cieca
La bambola cieca (1941) è un romanzo di Giorgio Scerbanenco. È il secondo romanzo del ciclo di Arthur Jelling, il singolare funzionario della polizia di Boston, protagonista di sette romanzi dell'autore.

## Trama
Il capitano Sunder chiede a Jelling di indagare intorno alla denuncia del professor Augusto Linden, rinomato chirurgo e titolare di una clinica privata.
Linden sostiene di essere stato minacciato di morte da uno sconosciuto che ha chiesto di non effettuare l'operazione che ridarebbe la vista al facoltoso Alberto Déravans.
L'indagine porta Jelling a contatto con il complesso ambiente dell'aristocrazia di Boston e l'inquietante clinica Linden.

## Edizioni
- La bambola cieca, Collana I Libri Gialli n.254, Milano, Arnoldo Mondadori Editore, marzo 1941.
- La bambola cieca, a cura di Roberto Pirani, Collana La memoria n.762, Palermo, Sellerio Editore Palermo, 2009,  p. 288, ISBN 88-389-2335-3.
- La bambola cieca, Prefazione di Cecilia Scerbanenco, Collana Oceani n.114, Milano, La nave di Teseo, dicembre 2020, ISBN 978-88-346-0404-5.